# تورستن شتاين
تورستن شتاين (بالألمانية: Torsten Stein)‏ هو محامي ألماني، ولد في 31 ديسمبر 1944 في بوتسدام في ألمانيا.